# 中村汀女

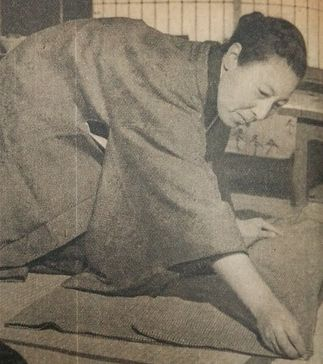
1948年の汀女

中村 汀女（なかむら ていじょ、1900年（明治33年）4月11日 - 1988年（昭和63年）9月20日）は、日本の俳人。本名、破魔子（はまこ）。星野立子・橋本多佳子・三橋鷹女とともに4Tと呼ばれた、昭和を代表する女流俳人。
高浜虚子に師事。「ホトトギス婦人句会」で活躍。俳誌「風花」を創刊、主宰。女流俳人の第一人者として、ラジオ、テレビなどを通し、俳句を家庭婦人層へ普及させた。句集に『春雪』(1940年)、『紅白梅』(1968年)など。

## 経歴
熊本県出身。熊本県飽託郡画図村（現熊本市東区江津1丁目）に斉藤平四郎・テイの一人娘として生まれる。平四郎は地主で、村長も務めた。1912年（大正元年）、熊本県立高等女学校（現熊本県立第一高等学校）に入学。1918年（大正7年）、同校補習科を卒業。このころより「ホトトギス」に投句を始めた。また、汀女は杉田久女に憧れてファンレターも出した。1921年（大正10年）9月、久女が江津に訪ねてきている。ここから、汀女と久女の交流は永くつづいた。
1920年（大正9年）に熊本市出身の大蔵官僚（税務）の中村重喜と結婚。以後、夫の転勤とともに東京、横浜、仙台、名古屋など国内各地を転々とし、後に東京に定住した。なお、息子は尾崎士郎の娘一枝と結婚している。長女・小川濤美子、孫・小川晴子は俳人。1934年（昭和9年）ホトトギス同人となり、最初の句集『春う雪』を発表。戦後の1947年（昭和22年）には俳誌『風花』（かざはな）を創刊・主宰した。1980年文化功労者、1984年（昭和59年）日本芸術院賞受賞。熊本市名誉市民。
1988年（昭和63年）に名誉都民となるが、顕彰式を前にした9月20日、東京女子医大病院で心不全のため死去した。享年88。戒名は淳風院釋尼汀華。墓は築地本願寺和田堀廟所（東京都杉並区）にある。

## 作品
- たんぽぽや日はいつまでも大空に
- 外（と）にも出よ触るるばかりに春の月
- 秋雨の瓦斯（ガス）が飛びつく燐寸かな
- とどまればあたりにふゆる蜻蛉かな
- 咳の子のなぞなぞあそびきりもなや

などの句が知られている。交流のあった久女の力強い句風とは異なり、生活に密着した素直で叙情的な作品が多かった。高浜虚子は実子の星野立子と並んで汀女を特別に指導しており、汀女の第一句集『春雪』（1930年）と立子の同年の句集『鎌倉』に同じ序文を寄せて姉妹句集としている。汀女の作風は、ときに「台所俳句」とも揶揄されたが、自身は「私たち普通の女性の職場ともいえるのは家庭であるし、仕事の中心は台所である。そこからの取材がなぜいけないのか」（『汀女自画像』）と主張し、女性の生活を肯定した。

## 著書
- 『春雪』三省堂（俳苑叢刊）1940
- 『汀女句集』甲鳥書林 1944
- 『互選句集』星野立子共著 文藝春秋新社 1947
- 『花影』三有社 1948
- 『都鳥』新甲鳥 1951
- 『俳句の作り方』主婦之友社 1953
- 『ふるさとの菓子』中央公論社 1955
- 『をんなの四季』朝日新聞社 1956
- 『婦人歳時記 現代俳句の手びき』実業之日本社 1956
- 『母のこころ』ダヴィッド社 1957
- 『今日の俳句』柴田書店 1957
- 『中村汀女句集』角川文庫 1960
- 『明日の花』冨山房 1963
- 『紅白梅』白凰社 1968
- 『俳句をたのしく』主婦の友社 1968
- 『中村汀女句集』白凰社 1969
- 『風と花の記』芸術生活社 1973
- 『手紙の書き方 もらってうれしい手紙とは』光文社カッパ・ブックス 1973
- 『中村汀女俳句集成』東京新聞出版局 1974
- 『汀女自画像』主婦の友社 1974
- 『伝統の銘菓句集』女子栄養大学出版部 1977
- 『その日の風』求龍堂 1979
- 『花句集』求竜堂 1983
- 『今日の風今日の花』海竜社 1983
- 『四季の銘菓ごよみ 句集』女子栄養大学出版部 1985
- 『蜜蜂の箱』冬青社 1986
- 『この日ある愉しさ』海竜社 1986
- 『はじめて俳句を作る』主婦の友社 1986
- 『中村汀女俳句入門』たちばな出版 2000
- 『中村汀女全句集』毎日新聞社 2002

## 登場作品
- 「俳人 中村汀女 ～今日の風、今日の花～」（2002年11月2日、テレビ熊本郷土の偉人シリーズ、演：渡辺典子）